# Damalis pulchella
Damalis pulchella là một loài ruồi trong họ Asilidae. Damalis pulchella được Bromley miêu tả năm 1952.